# Husajn al-Husajní
Husajn al-Husajní, celým jménem Husajn Salím al-Husajni (arabsky حسين الحسيني‎, † 1918) byl palestinský arabský politik a starosta Jeruzaléma v osmanském období a na počátku britské mandátní správy v období let 1909–1917.

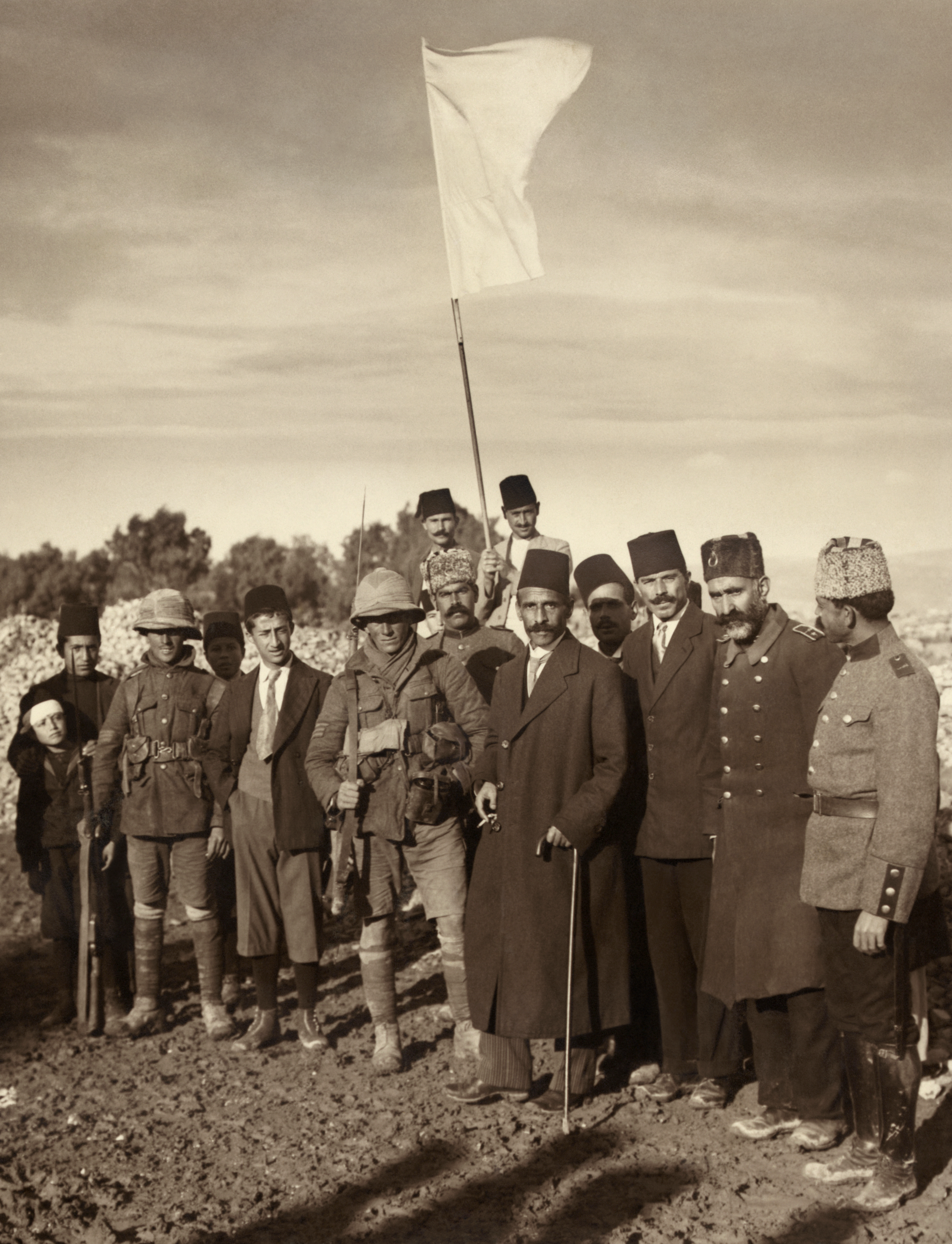
Husajn al-Husajní provádí 9. prosince 1917 kapitulaci města před britskými vojáky

Patřil do vlivného a bohatého jeruzalémského rodu al-Husajní. Jeho otec Salím al-Husajní byl koncem 19. století rovněž starostou města. 9. prosince 1917 se z titulu starosty Jeruzaléma vydal kontaktoval britské jednotky, které v té době pronikly do města. Husejn al-Husajni uměl anglicky, absolvoval školu ve čtvrti Americká kolonie, kam toho dne zašel pro radu. Zde si vzal bílý kapitulační prapor a s ním se vydal vstříc Britům. Poté, co narazil na britskou hlídku, provedl před ní oficiální uvitání a deklaraci složení zbraní.